# M50 (Storbritannien)

Lägeskarta.

M50 är en motorväg mellan Tewkesbury och Ross-on-Wye i Storbritannien. Den utgår från M5 vid Tewkesbury och går västerut mot Ross-on-Wye, där A40 leder vidare mot Wales. Motorvägen byggdes mellan 1960 och 1962 som en av de första i Storbritannien. Den är 34,8 kilometer lång.

## Avfarter
|  | Nr | Skyltning                             |
|  | -- | ------------------------------------- |
|  |    | Worcester, Birmingham, Gloucester     |
|  | 1  | 38 Tewkesbury, Evesham, Great Malvern |
|  | 2  | 417 Ledbury, Great Malvern, Hereford  |
|  | 3  | B4221 Newent, Gorsley                 |
|  | 4  | 449 Ross-on-Wye, Ledbury              |